# Яклич, Хелена
Хелена Яклич (словен. Helena Jaklitsch; род. 1 июля 1977 года, Ново-Место, СФРЮ) — словенский государственный деятель. Доктор. В прошлом — министр без портфеля по делам словенцев, проживающих за рубежом (2020—2022).

## Биография
Родилась 1 июля 1977 года в городе Ново-Место в Югославии (СФРЮ).
Изучала историю и социологию на факультете искусств Люблянского университета. В 2002 году получила степень бакалавра, в 2009 году — магистра в области истории, в 2016 году — докторскую степень. Её диссертация была посвящена словенским школам в лагерях для беженцев в Австрии и Италии в период между 1945 и 1950 годами.
В 2004—2015 гг. занимала ответственные должности в Министерстве юстиции. В 2008 году, когда Словения была государством — председателем Совета Европейского союза руководила проектной группой по оперативному управлению логистической подготовкой и реализации мероприятий министерства. С 2014 года работала в Министерстве культуры.
Получила должность министра без портфеля по делам словенцев, проживающих за рубежом, в правительстве во главе с премьер-министром Янезом Яншей, сформированном 13 марта 2020 года. Отвечает за отношения со словенской диаспорой за рубежом. Сменила Петера Йожефа Чесника.